# Maldición de los recursos
La maldición de los recursos, también conocida como la paradoja de la abundancia, se refiere a la paradoja de que países y regiones con una abundancia de recursos naturales, especialmente de fuentes puntuales de recursos no renovables, como minerales y combustibles, tienden a tener un menor crecimiento económico y resultados de desarrollo peores que los países con menos recursos naturales. 
Existe una hipótesis que apunta a muchas razones diferentes, incluyendo una disminución de la competitividad de otros sectores económicos (causada por la apreciación del tipo de cambio real, cuando los ingresos provenientes de estos recursos ingresan en la economía, un fenómeno conocido como mal holandés o enfermedad holandesa), la volatilidad de los ingresos provenientes de estos recursos naturales debido a la exposición a los vaivenes del mercado mundial de los productos básicos, la mala gestión de los recursos que hace el gobierno, o la presencia de instituciones débiles, ineficaces, corruptas e inestables (posiblemente debido al flujo de ingresos reales o previstos, provenientes de actividades extractivas, que son fácilmente desviados).

## Tesis de la maldición de los recursos
La idea de que los recursos naturales pueden ser más una maldición que una bendición económica comenzó a surgir en la década de 1980. En este sentido, el término maldición de los recursos se utilizó por primera vez por Richard Auty en 1993 para describir cómo los países ricos en recursos naturales no podían usar esa riqueza para impulsar sus economías y cómo, en contra de toda intuición, estos países tuvieron un crecimiento económico menor que los países sin una abundancia de recursos naturales. Numerosos estudios, entre ellos uno por Jeffrey Sachs y Andrew Warner, han mostrado una relación entre la abundancia de recursos naturales y el crecimiento económico pobre. Esta desconexión entre la riqueza de los recursos naturales y el crecimiento económico se puede observar en los países productores de petróleo. De 1965 a 1998, en los países de la OPEP, el producto interno bruto per cápita se redujo en un promedio de 1,3%, mientras que en el resto del mundo en desarrollo el crecimiento per cápita fue en promedio de 2,2%. Algunos sostienen que los flujos financieros de la ayuda externa puede provocar efectos similares a la maldición de los recursos. 

## Efectos negativos

### Tira y afloja entre los ciudadanos y el gobierno
Las ambiciones de la gente entran en conflicto con el gobierno, debido a que la gran cantidad de recursos y dinero en manos de este se destinan a sus lujos y no al interés de las personas. Así, los recursos naturales sirven como una maldición para el pueblo, que cae a un nivel relativo de vida más bajo.

### Conflicto interno
Los recursos naturales pueden provocar, y a menudo provocan, conflictos dentro de las sociedades (Collier 2007), ya que diferentes grupos y facciones luchan por su parte. A veces surgen abiertamente conflictos separatistas en las regiones productoras de los recursos (como en la provincia rica en petróleo de Angola, Cabinda), pero a menudo los conflictos se producen en formas más ocultas, como las peleas entre los diferentes ministerios o departamentos gubernamentales por el acceso a las asignaciones presupuestarias. Esto tiende a erosionar la capacidad de los gobiernos para funcionar con eficacia. Existen varios tipos de relaciones entre los recursos naturales y los conflictos armados. 
- en primer lugar, los efectos de la maldición de los recursos pueden socavar la calidad del gobierno y los resultados económicos, lo que aumenta la vulnerabilidad de los países a los conflictos.
- en segundo lugar, los conflictos pueden ocurrir por el control y la explotación de recursos y la asignación de sus ingresos.
- en tercer lugar, el acceso a los ingresos de los recursos por parte de los beligerantes puede prolongar los conflictos. Este tipo de recursos se denominan recursos de conflicto.

De acuerdo con un estudio académico, un país que por lo demás es típico, pero tiene exportaciones de productos básicos en torno al 25% del PIB, tiene un riesgo de 33% de presentar conflictos, pero cuando las exportaciones son el 5% del PIB, la probabilidad de conflicto se reduce a 6%. 

### Guerras y conflictos internacionales
El término petro-agresión se ha utilizado para describir la tendencia de los estados ricos en petróleo de instigar los conflictos internacionales, o de ser el blanco de los mismos- Hay muchos ejemplos, incluyendo: Invasión de Irán y Kuwait por Irak; repetidas incursiones de Libia en Chad en los años 1970 y 1980; sospechas de larga data contra Irán por parte de las potencias occidentales; la invasión de Irak por EE. UU. en 2003.
No está claro si el patrón de la petro-agresión que se encuentra en los países ricos en petróleo también se aplica a otros recursos naturales, además de petróleo.

### Mal holandés
La "enfermedad holandesa" (Dutch Disease) es un fenómeno económico en el que los ingresos provenientes de las exportaciones de recursos naturales dañan los sectores económicos productivos de una nación, causando un aumento de la tasa de cambio real y los salarios. Esto hace que los sectores transables, como la agricultura y la manufactura de la nación que lo padece, sean menos competitivos en los mercados mundiales. Sin la manipulación de la moneda ausente la presencia de un tipo de cambio fijo, la apreciación de la moneda puede dañar a otros sectores, lo que lleva a un balance desfavorable en el comercio internacional. Dado que se abaratan las importaciones, el empleo interno sufre y con ello la infraestructura y la capacidad de manufactura de la nación. (Este problema ha influido históricamente las economías nacionales de los grandes imperios como Roma durante su transición como República, y en Inglaterra durante el apogeo de su imperio colonial).
Para compensar la pérdida de oportunidades de empleo a nivel local, los recursos del gobierno se utilizan para crear artificialmente el empleo. El aumento de los ingresos nacionales a menudo también da lugar a un aumento del gasto público en salud, ayudas sociales, gastos militares y la inversión en infraestructura pública, y si esto se hace en forma corrupta o ineficiente, puede ser una carga para la economía. (Si se hace de manera eficiente, esto puede aumentar la competitividad económica, actuando efectivamente como un subsidio salarial). Si bien la disminución de la competitividad de los sectores expuestos a la competencia internacional y, por lo tanto, la mayor dependencia de los ingresos de los recursos naturales, deja a la economía vulnerable a los cambios de precios en el recurso natural, esto puede ser manejado mediante el uso activo y efectivo de instrumentos de cobertura como contratos a plazo, posiciones a futuro, opciones y permutas financieras, sin embargo si se gestiona de forma ineficiente o corrupta esto puede llevar a resultados desastrosos. Además, dado que la productividad aumenta generalmente más rápido en el sector manufacturero, la economía perderá algunos de esos aumentos de la productividad. 
La enfermedad holandesa se hizo evidente por primera vez después de que los holandeses descubrieron un enorme campo de gas natural en Groningen en 1959. Los Países Bajos trataron de aprovechar este recurso en un intento de exportar el gas con fines de lucro. Sin embargo, cuando el gas comenzó a salir del país, lo mismo ocurrió con su capacidad para competir con otras exportaciones de los demás países. Como en los Países Bajos se centraron principalmente en las nuevas exportaciones de gas, el valor de la moneda holandesa creció a un ritmo muy rápido, lo que perjudicó la capacidad del país para exportar otros productos. En medio del creciente mercado de gas y la contracción las exportaciones, los Países Bajos comenzaron a experimentar una recesión. Este proceso se ha visto en varios países alrededor del mundo, incluyendo, entre otros, a Venezuela (petróleo), Angola (diamantes, petróleo), la República Democrática del Congo (diamantes) y varias otras naciones. Todos estos recursos son considerados recursos malditos.
La enfermedad holandesa es el caso contrario a la paradoja de Noruega.

### Volatilidad de los ingresos
Los precios de algunos recursos naturales están sujetos a amplias fluctuaciones: por ejemplo, los precios del petróleo aumentaron de alrededor de $3 por barril a $12 por barril en 1974 tras la crisis del petróleo de 1973, y cayeron de $27 por barril a menos de $10 por barril durante la saturación del mercado en 1986. En la década 1998-2008, pasó de $10 por barril a $145 barril, antes de caer en más de la mitad, a $60 barril en unos pocos meses. Cuando los ingresos del gobierno son dominados por los flujos de los recursos naturales (por ejemplo, el 99,3% de las exportaciones de Angola provienen solo del petróleo y los diamantes en 2005), esta volatilidad puede causar estragos en la planificación gubernamental y de servicio de la deuda. Los cambios abruptos en las realidades económicas que resultan de esto, a menudo provocan ruptura generalizada de los contratos o reducción de los programas sociales, erosionando el Estado de Derecho y el apoyo popular. La gestión de este riesgo es la base para el uso responsable de las coberturas financieras.

### Endeudamiento excesivo
Dado que los gobiernos esperan mayores ingresos en el futuro, empiezan a acumular deuda, a pesar de que están recibiendo ingresos de los recursos naturales también. Esto es estimulado por el hecho de que, si la moneda se aprecia, ya sea a través de las entradas de capital o por efecto del mal holandés, los pagos de intereses de la deuda se abaratan. Además, los recursos naturales del país actúan como garantía que lleva a más crédito. Sin embargo, si los precios de los recursos naturales comienzan a caer, y si el tipo de cambio real cae, el gobierno tendría menos dinero para pagar una deuda más cara. Por ejemplo, muchos países ricos en petróleo, como Nigeria y Venezuela, vieron la expansión rápida de la carga de su deuda durante el boom petrolero de 1970, sin embargo, cuando los precios del petróleo cayeron en la década de 1980, los bancos dejaron de prestarles, y muchos de ellos cayeron en mora, lo que provocó penalizaciones financieras que hicieron que sus deudas crecieran aún más.

### Corrupción
En los países ricos en recursos, a menudo es más fácil mantener la autoridad a través de la asignación de recursos a los simpatizantes, que a través de políticas económicas orientadas al crecimiento y a la igualdad de oportunidades. Enormes flujos de dinero de los recursos naturales alimentan esta corrupción política. El gobierno tiene menos necesidad de crear la infraestructura institucional para regular y gravar una economía productiva más allá del sector de los recursos naturales, por lo que la economía puede continuar subdesarrollada. La presencia de los paraísos fiscales en el extranjero ofrecen amplias oportunidades para los políticos corruptos para ocultar su riqueza. Muchas de las operaciones extractivas son ilegales y alentadas por corruptas corporaciones multinacionales en connivencia con los gobiernos nacionales. Las objeciones hechas por los habitantes indígenas suelen ser ignoradas. Ed Ayres, del Worldwatch Institute, informó sobre esas operaciones colusorias en muchas partes del mundo. 
El informe del Comité de Relaciones Exteriores del Senado de Estados Unidos titulado Petróleo y la paradoja de la pobreza, afirma que con demasiada frecuencia, el dinero del petróleo que debería ir a los pobres de un país termina en los bolsillos de los ricos, o puede ser malgastado en grandes palacios y proyectos de maletín en lugar de ser invertidos productivamente.

### Falta de diversificación y efecto enclave
La diversificación económica puede ser descuidada por las autoridades o retrasada en función de la alta rentabilidad temporal de los limitados recursos naturales. Los intentos de diversificación que se producen suelen ser grandes proyectos de obras públicas que pueden estar equivocados o mal manejados. Sin embargo, aun cuando las autoridades tratan de diversificar la economía, esto se hace difícil debido a que la extracción de recursos es mucho más lucrativa y sobrepasa en competitividad a cualquier otra industria. Los países exportadores de recursos naturales exitosos, a menudo se vuelven más dependientes de las industrias extractivas a lo largo del tiempo. La abundancia de los ingresos procedentes de los recursos naturales desincentiva la inversión a largo plazo en infraestructura que apoyaría una economía más diversificada, lo que aumenta el impacto negativo de las caídas repentinas de los precios de los recursos. Mientras que los sectores de los recursos naturales tienden a proporcionar grandes ingresos financieros, a menudo proporcionan pocos puestos de trabajo, y tienden a operar como islas con pocas conexiones hacia adelante y hacia atrás con el resto de la economía.

### Recursos humanos
En muchos países pobres, la industria de los recursos naturales tiende a pagar salarios mucho más altos que lo que estaría disponible en la economía en otros lugares. Esto tiende a atraer a los mejores talentos de los sectores privado y el gobierno, dañando estos sectores, privándola de su mejor personal calificado. Otro posible efecto de la maldición de los recursos es el desplazamiento del capital humano, ya que los países que dependen de las exportaciones de recursos naturales pueden tender a descuidar la educación porque no ven ninguna necesidad inmediata en ello. Economías de escasos recursos como Singapur, Taiwán o Corea del Sur, por el contrario, gastan enormes esfuerzos en la educación, lo que contribuyó en parte a su éxito económico (ver tigres asiáticos). Otros investigadores, sin embargo, contradicen esta conclusión sosteniendo que los recursos naturales generan rentas imponibles fácilmente, que casi siempre resultan en un aumento del gasto en la educación.

### Derechos humanos
También se ha argumentado que se pueden correlacionar los aumentos y las disminuciones en el precio del petróleo con subidas y bajadas de la aplicación de los derechos humanos en los principales países productores de petróleo. [21] Los derechos humanos en todos los países que padecen la maldición de los recursos son tristes o inexistentes. La mayoría de los países que lo padecen, se rigen por gobiernos autoritarios u otros tipos de regímenes altamente represivos. Estos regímenes se mantienen en el poder por una élite selecta, como políticos de alto rango y líderes militares. Mientras el gobierno en el poder mantiene estos pocos miembros de las élites felices, puede gobernar sin miedo a las consecuencias. 
Este sistema está configurado de manera tal que la gente común, más necesitada de la protección, tiene que valerse por sí misma. En lugares como la República Democrática del Congo, la vida humana no tiene casi ningún valor y el trabajo esclavo es común. Venezuela experimentó la maldición de los recursos debido a su abundancia de petróleo. El país que encontró la riqueza fácil del petróleo no tenía la necesidad de expandirse a otros mercados debido a las ventajas comparativas. La doctrina de las ventajas comparativas afirma que si Venezuela puede producir petróleo mejor que las demás exportaciones, entonces debe producir el petróleo. Sin embargo, desde que la empresa petrolera de Venezuela pasó a manos del estado, ha sido criticada por ineficiente y atrasada. La maldición de los recursos es también evidente en Venezuela debido a la enorme brecha entre los ricos y los pobres. Venezuela tiene una historia de las ganancias del petróleo yendo a élites adineradas con poca o ninguna llegando a manos de las clases socioeconómicas más bajas. La maldición de los recursos puede hacer que el gobierno de un país sea volátil hacia su pueblo, ya que no lo necesitan para financiarse con impuestos. La República Democrática del Congo es quizás uno de los lugares más inestables del planeta que sufre del mal, la guerra civil y la maldición de los recursos. La maldición de los recursos del Congo toma la forma de diamantes. Si bien no existe un gobierno de verdad, cada facción explota a las personas a las que rigen para hacerse con los diamantes y otros minerales raros. La RDC tiene un tipo único de maldición de los recursos debido al factor añadido de su inestabilidad política. En lugar de alimentar una élite rica, al igual que muchos países de recursos malditos, los diamantes del Congo se utilizan para financiar la guerra civil en curso.

## Solución
En muchas economías que no son dependientes de los recursos naturales, los ciudadanos pagan impuestos a los gobiernos, por los que exigen un gobierno eficiente y responsable a cambio. Este pacto establece una relación política entre gobernantes y súbditos. En los países cuyas economías están dominadas por los recursos naturales, sin embargo, los gobernantes no tienen que gravar a sus ciudadanos, ya que tienen una fuente garantizada de ingresos en los recursos naturales. Debido a que los ciudadanos del país no pagan impuestos, tienen menos incentivos para estar atentos a la forma en que el gobierno gasta su dinero. Además, los beneficiarios de la riqueza de los recursos minerales pueden percibir una administración pública eficaz y vigilante, y a la sociedad civil, como una amenaza a los beneficios que disfrutan, y pueden tomar medidas para impedirlo. Como resultado, los ciudadanos están a menudo mal atendidos por sus gobernantes, y si los ciudadanos se quejan, el dinero de los recursos naturales permite a los gobiernos pagar a las fuerzas armadas para mantener a los ciudadanos bajo control. Los países cuyas economías están dominadas por las industrias de extracción de recursos tienden a ser más represivos, corruptos y mal administrados. 
En un esfuerzo por combatir las distorsiones que producen los ingresos provenientes de los recursos naturales, un informe reciente del Centro para el Desarrollo Global propone la distribución directa de los ingresos. Según esta propuesta, el gobierno transferiría parte o la totalidad de los ingresos provenientes de la extracción de recursos naturales a los ciudadanos en un pago universal transparente y regular. Después de haber puesto ese dinero en manos de sus ciudadanos, el Estado le daría el tratamiento de un ingreso normal sujeto a impuestos, lo que obliga al Estado a recaudar impuestos y alimentar la demanda pública para que el gobierno sea transparente y responsable en su gestión de los ingresos de los recursos naturales y en la prestación de los servicios públicos.

## Ejemplos de la maldición de recursos en biología y ecología
Estudios de ecología microbiana también han abordado si la disponibilidad de recursos modula el comportamiento cooperativo o competitivo en las poblaciones de bacterias. Cuando la disponibilidad de recursos es alta, las poblaciones bacterianas se vuelven competitivas y agresivas entre sí, pero cuando los recursos ambientales son bajos, tienden a ser cooperativos y mutualistas.
Los estudios ecológicos han hipotetizado que las competencia entre los animales son importantes en las zonas de alta capacidad de carga (ejem, cerca del ecuador), donde la biodiversidad es mayor, debido a la abundancia de recursos naturales. Esta abundancia o exceso de recursos hace que las poblaciones animales tengan estrategias de reproducción R (muchos descendientes, gestación corta, menos cuidado parental y poco tiempo hasta la madurez sexual), por lo que la competencia es asequible para las poblaciones. También la competencia podría seleccionar a las poblaciones para tener comportamientos R en una regulación de retroalimentación positiva
Por el contrario, en zonas de baja capacidad de carga (ejem, lejos del ecuador), donde las condiciones ambientales son duras, el estratega K es común (las expectativas de vida más largas, producen relativamente menos descendencia y tienden a ser altriciales, lo que requiere un cuidado extenso por parte de los padres cuando son jóvenes) y las poblaciones tienden a tener comportamientos cooperativos o mutualistas. Si las poblaciones llegan a tener un comportamiento competitivo en condiciones ambientales hostiles, estas poblaciones en su mayoría se filtran (mueren) por selección ambiental, por lo tanto, las poblaciones en condiciones hostiles se seleccionan para ser cooperativas. La hipótesis del mutualismo se describió por primera vez mientras Kropotkin estudiaba la fauna de la estepa siberiana, donde las condiciones ambientales son duras, descubrió que los animales tienden a cooperar para sobrevivir.

## Controversias
Un estudio realizado en 2008 señala que la maldición se desvanece cuando se mira, no a la importancia relativa de las exportaciones de recursos en la economía, sino más bien a una medida diferente: la  abundancia relativa de recursos naturales de la tierra. Usando esa variable para comparar países, se reporta que la riqueza de recursos en el suelo se correlaciona con un poco más alto crecimiento económico y un poco menos de conflictos armados. Que una gran dependencia de las exportaciones de recursos se relaciona con malas políticas y los efectos no son causados por el alto grado de la exportación de recursos. La causalidad va en la dirección opuesta: los conflictos y las malas políticas crearon la fuerte dependencia de las exportaciones de recursos naturales. Cuando el caos de un país y las políticas económicas asustan a los inversores extranjeros y envían a los empresarios locales al exterior en busca de mejores oportunidades, la economía se vuelve sesgada. Las fábricas pueden cerrar y las empresas pueden huir, pero el petróleo y los metales preciosos siguen siendo para tomar. La extracción de recursos se convierte en el sector por defecto que todavía funciona después de que otras industrias han llegado a su fin. 
Un ensayo del año 2010, que examina la relación de largo plazo entre la dependencia de los recursos naturales y el tipo de régimen en todo el mundo desde 1800 hasta 2006, demuestra que el aumento de la dependencia de los recursos naturales no induce autoritarismo. Por el contrario, los autores encuentran evidencia que sugiere que el aumento de la dependencia de los recursos naturales promueve la democratización. Estos investigadores también proporcionan la evidencia cualitativa de este hecho a través de varios países en otro artículo, así como evidencia de que no existe una relación entre la utilización de los recursos y el autoritarismo en América Latina. 
Un estudio de 2011 afirma que las hipótesis anteriores que afirman que la abundancia de petróleo es una maldición, se basan en metodologías que no tuvieron en cuenta las diferencias y dependencias derivadas de choques globales, como los cambios en la tecnología y el precio del petróleo entre países. Los investigadores estudiaron los datos del Banco Mundial en el período 1980-2006 para 53 países, cubriendo el 85% del PIB mundial y el 81% de las reservas probadas de petróleo del mundo. Ellos encontraron que la abundancia de petróleo afectó positivamente, tanto en el crecimiento a corto plazo, como en los niveles de ingresos a largo plazo. En un artículo complementario, con datos sobre 118 países en el período 1970-2007, muestra que es la volatilidad de los precios de los productos básicos, en lugar de la abundancia de por sí, la que impulsa la maldición de recursos. 

## La maldición del carbono
En 2013, investigadores de Oxford han estudiado un efecto análogo: los países con dotaciones importantes en los recursos de combustibles fósiles emiten más dióxido de carbono para generar la misma cantidad de la producción económica respecto a los países en los que los combustibles fósiles son escasos. Los investigadores de este efecto acuñaron el término maldición de carbono, y sugieren que el Reino Unido y Noruega son los únicos dos países que producen combustibles fósiles que han logrado en gran medida evitarlo. Las causas de que los países ricos en combustibles sucumban a la maldición de carbono están en que un sector de la producción de combustible intensivo en carbono muy a menudo está plagada de prácticas derrochadoras, como la quema de gas, la presión sobre los gobiernos de los estados petroleros para otorgar subsidios a los combustibles a los ciudadanos y las empresas, así como la falta de necesidad de invertir en eficiencia energética. En los países en los que el combustible abundante resulta ser carbón, el impacto del carbón en el país es probable que sea de las más altas, como  Sudáfrica. Por ejemplo  Alemania está quemando grandes cantidades de lignito (carbón subbituminoso), ya que puede ser fácilmente extraído del suelo alemán.
Otro ejemplo de esta teoría se presenta un estudio realizado por Perdue y Pavela (2012), en el cual se analizaron los impactos de la extracción de carbono en 55 condados del estado de Virginia Occidental durante el periodo de 1997 a 2009, como así también evaluaron los resultados socioeconómicos realizados a las comunidades locales. Entre los principales hallazgos del estudio se destaca que los condados que dependen de la extracción de carbón como principal actividad económica presentaron tasas de pobreza más altas y un desarrollo menor que los condados no mineros. Asimismo, también se detectaron mayores problemas de salud asociados a altas tasas de defectos congénitos y enfermedades respiratorias, cardíacas y renales cerca de los sitios mineros.
La extracción de carbón constituye una industria primaria en la cual el producto debe transportarse (generalmente largas distancias) antes de llegar a las industrias. Por lo tanto, existen pocas oportunidades para que las operaciones primarias estén vinculadas económicamente a actividades secundarias que procesan y transforman materias primas para convertirlas en productos terminados con valor agregado. Estas circunstancias impiden que las comunidades mineras puedan procesar el producto y obtener beneficios extra de los servicios que proporcionan empleos especializados donde podrían obtener altos ingresos. Los condados que dependen del carbón tienen tasas más altas de pobreza que los condados no mineros, limitando el potencial para la capitalización del recurso.